# André Bahia
André Bahia (født 24. november 1983) er en brasiliansk fodboldspiller.